# 贺慈红
贺慈红（1975年6月6日—），浙江宁波人，中国前女子游泳运动员。她曾参加1992年夏季奥运会和1996年夏季奥运会游泳比赛，还获得了1994年亚洲运动会游泳比赛女子100米仰泳和200米仰泳金牌。